# Luigi Barzini

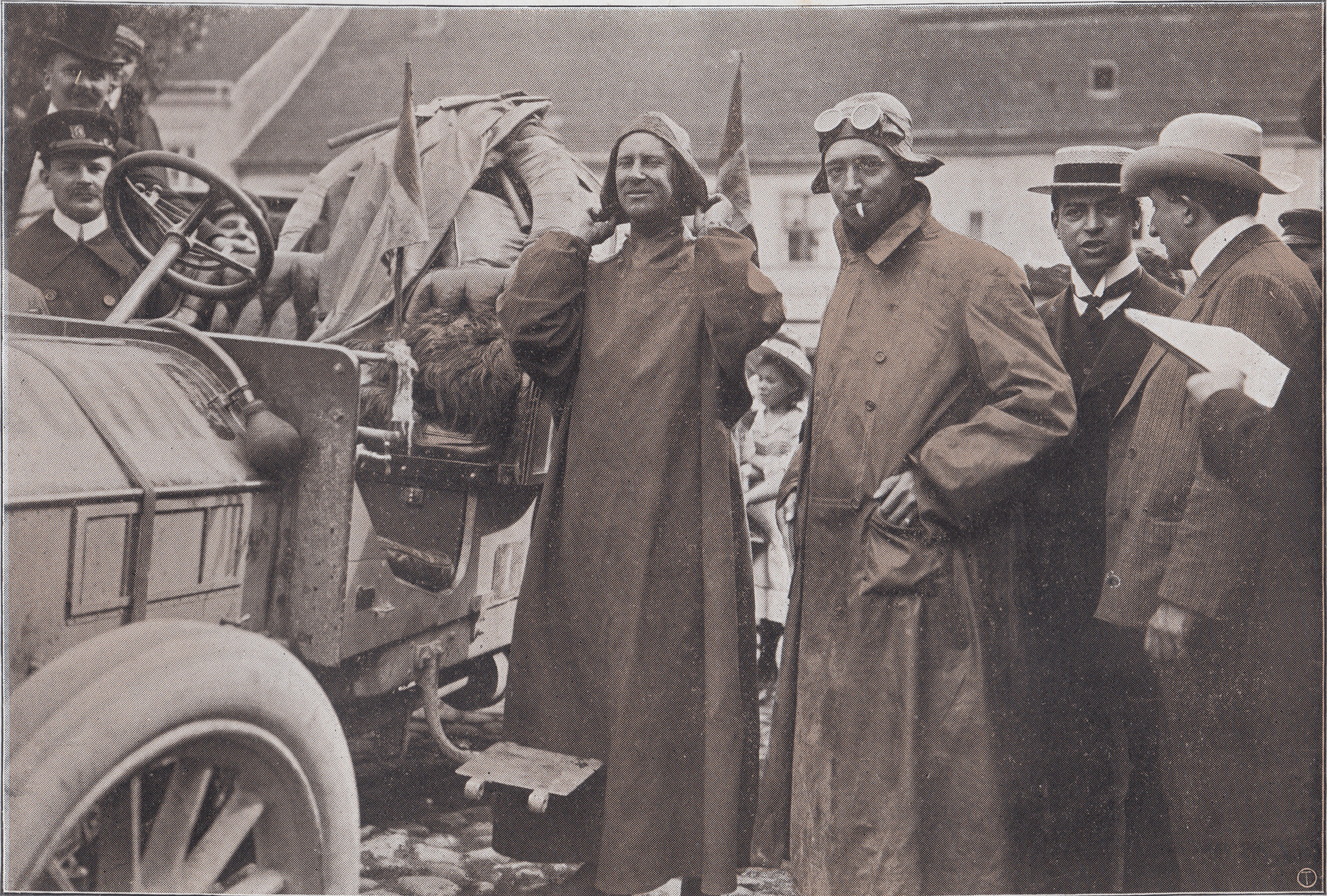

Luigi Barzini, född 7 februari 1872, död 6 september 1947, var en italiensk journalist.
Barzini var Italiens förste "flygande reporter" i internationell mening och kom i hög grad att påverka yngre utrikeskorrespondenter. Hans artiklar som stod på gränsen mellan artiklar och noveller har samlats i bokform. Bland hans många verk märks Impressioni boreali (1921) som beskriver en resa till Sverige.